# Паранормална активност
„Паранормална активност“ (на английски: Paranormal Activity) е американски свръхестествен филм на ужасите от 2007 г.

## Сюжет
Внимание:  Текстът по-долу разкрива сюжета на произведението (или части от него)!
През 2006 г., младата двойка Кейти и Мика се преместват в нова къща в Сан Диего, Калифорния. Скоро започват да се случват странни неща през нощта.

## Актьорски състав
- Кейти Федърстън – Кейти
- Мика Слоут – Мика
- Майк Фредрихс – д-р Фредрихс
- Амбър Армстронг – Амбър
- Ашли Палмър – Даян